# Flumotion
Flumotion Services, SA is een Spaans bedrijf gevestigd in Barcelona, dat een multiformat streaming media platform ontwikkeld heeft om audio- en video-inhoud via het internet te publiceren. Het behoort tot de Fluendo multimediadiensten groep, betrokken bij de oprichting van het GStreamer multimedia-raamwerk.

## Flumotion Streaming Platform
Het Flumotion Streaming Platform is een CDN dat formaten zoals Windows Media, MP3 of Flash ondersteunt, evenals de open standaard Ogg Vorbis/Ogg Theora. Daarom kan het bijna 100% van de internetgebruikers bereiken, ongeacht het besturingssysteem (zoals Windows, macOS of Linux) dat ze gebruiken.

## Vrije software
Het streaming-platform is gebaseerd op de multimedia-raamwerk GStreamer, geschreven in de C (programmeertaal). Flumotion biedt ook een basispakket aan van haar Streaming Server onder de GPL. De Advanced Streaming Server moet worden gekocht. Flumotion behandelt vrije formaten zoals Ogg en WebM als eersteklasonderdelen en om in flash te streamen met vrije software moet men Flumotion-ugly installeren.

## Klanten
Onder de klanten van het bedrijf zijn RTVA en RTVE.